# 星宿增五
長蛇座21，又名BD-06 2845，HD 79193、SAO 136662、HR 3655，是長蛇座的一颗恒星，视星等为6.11，位于銀經237.55，銀緯26.95，其B1900.0坐标为赤經9h 7m 29.7s，赤緯-6° 26.95′ 59″。